# Tom Keifer
Tom Keifer, all'anagrafe Carl Thomas Keifer (Springfield, 26 gennaio 1961), è un cantante e musicista statunitense, fondatore dei Cinderella.

## Biografia
Compositore di grande talento e musicista poliedrico, inizia a studiare musica fin dall'età di 8 anni, quando i suoi genitori gli regalano la sua prima Gibson Les Paul per la promozione scolastica. Di lì a poco formerà la sua prima band.
La prima esibizione dal vivo fu alla Scenic Hills Elementary School, scuola nella quale insegnava sua madre. Proviene da una famiglia di insegnanti, ma preferirà prendere una strada diversa e ben presto abbandonerà gli studi per dedicarsi completamente alla musica. Passerà la gioventù suonando ed ascoltando Led Zeppelin, Rolling Stones ed Aerosmith, ma anche vecchi dischi di Johnny Winter, Muddy Waters e B.B. King, facendo nascere in lui un forte amore per il blues rock.
Nel 1979 incomincia a suonare nei locali e dopo aver militato in numerose band tra cui Fascination, Shove, Telepath, Diamond e Saint in Hell, fonda nel 1983 i Cinderella, destinati a diventare una delle più grandi band hair metal degli anni ottanta. Il gruppo viene notato durante un concerto all'Empire Club di Philadelphia da Jon Bon Jovi, rimasto particolarmente impressionato proprio dal talento di Keifer.
I Cinderella arriveranno rapidamente al successo con oltre 15 milioni di dischi venduti in tutto il mondo durante la loro carriera.
Dopo aver guadagnato fama e successo, Keifer si troverà a dover affrontare anche momenti difficili. Nel 1991 perde la voce e dovrà sottoporsi a numerosi interventi alle corde vocali. Questo in parte causerà lo scioglimento momentaneo dei Cinderella, in seguito riformati nel 1997.
Il 29 aprile 2013 ha pubblicato il suo primo album da solista The Way Life Goes.
Il 20 ottobre 2017 ha pubblicato The Way Life Goes (edizione Deluxe), che comprende un CD e un DVD.
Il 13 settembre 2019 ha pubblicato il suo secondo album da solista Rise, che ha avuto un ottimo debutto nelle varie classifiche di Billboard.

## Vita privata
Tom Keifer si è sposato una prima volta nel 1987 con la sua fidanzata storica Emily Pember, la stessa che ha disegnato il famoso logo dei Cinderella.
Si è sposato una seconda volta con la cantante e compositrice Savannah Snow. Nel febbraio 2004 è nato il loro primo figlio, Jaidan.
Keifer è apparso in una puntata del reality show Extreme Makeover - Belli per sempre dove ha aiutato un fan a scrivere una canzone.

## Discografia

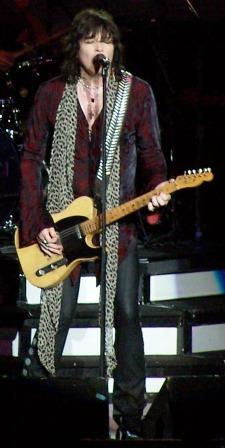
Tom Keifer al PNC Bank Arts Center di Holmdel, NJ il 6 agosto 2006

### Con i Cinderella
- 1986 – Night Songs
- 1988 – Long Cold Winter
- 1990 – Heartbreak Station
- 1994 – Still Climbing

### Altri album
- 1991 – Bad Romance - Code of Honor
- 2000 – Jim Peterik and World Stage - Jim Peterik and World Stage

### Solista
- 2013 – The Way Life Goes
- 2019 – Rise